# Mustang (caballo)
Los mustangos son los caballos salvajes de Norteamérica. En realidad se trata de caballos cimarrones (animales que se escapan o pierden y que se han readaptado a vivir en la naturaleza), puesto que el caballo se había extinguido en Norteamérica a finales del pleistoceno y fueron reintroducidos por los conquistadores españoles a partir del siglo XVI, de raza andaluza, árabe o hispano-árabe.
Las inmensas llanuras estadounidenses y la ausencia de depredadores naturales contribuyeron a su rapidísima expansión. De hecho, una manada de mustangos puede doblar su tamaño cada cinco años.

Han sido muy apreciados por los aborígenes y los pioneros por estar dotados de una gran resistencia y fortaleza, producto de un enorme desarrollo muscular.

## Etimología

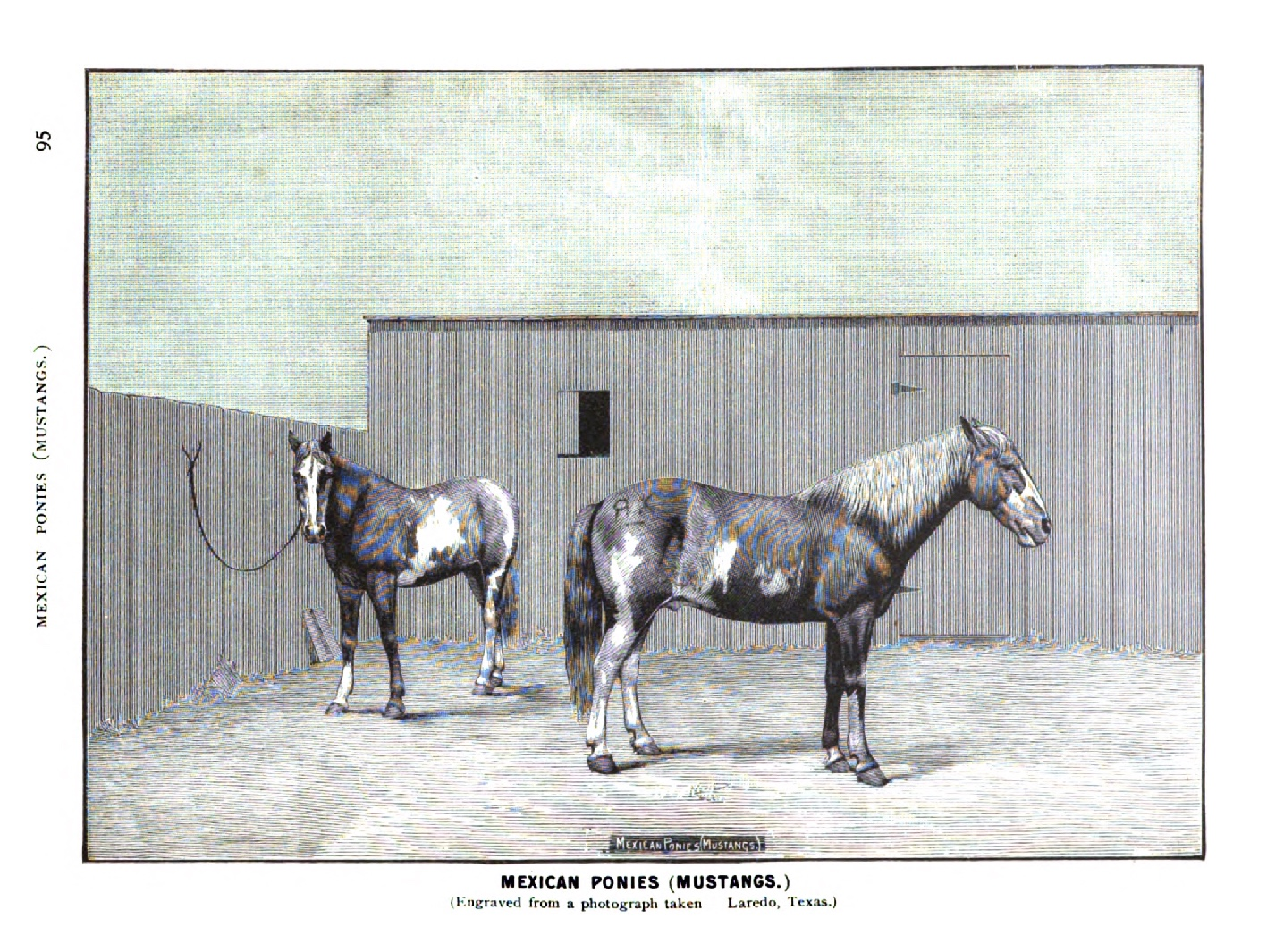
En Estados Unidos, el nombre "Mustang" proviene del coloquialismo mexicano "Mesteño" con que se nombraba a los caballos mexicanos que eran salvajes y sin dueño.

La palabra "mustang" proviene del coloquialismo mexicano "mesteño" o "mostrenco", que significa "salvaje" o "cerril". En el español mexicano, tanto mesteño como mostrenco se usaban indistintamente y significaban caballos, mulas y ganado vacuno, salvajes y sin dueño, que vagaban libremente por la inmensidad de la campiña mexicana; sinónimos de cerrero, cerril, indómito, bronco, feroz, bravo, salvaje. La acepción mexicana es la adoptada por los estadounidenses.
En España, por el contrario, mesteño se refería originalmente a cualquier res ganadera extraviada de propiedad incierta que terminaba bajo la propiedad del poderoso gremio de ganaderos trashumantes de ovejas merinas en la España medieval, la Mesta; en el castellano ibérico, mesteño significa literalmente "lo que toca o pertenece a la Mesta". A su vez, mesta proviene del latín "(animalia) mixta", es decir, "(animales) mezclados". Mientras que "mostrenco" se refiere a cualquier tipo de bienes, incluyendo muebles o joyas, que hayan sido abandonados o cuya propiedad sea incierta y, por lo tanto, después de un año y un día pasa a ser propiedad del Rey o de la comunidad que tenga privilegio sobre ello. Deriva de «mostrar», ya que por ley, tras encontrar dichos bienes, deben mostrarse o manifestarse ante las autoridades.  En España, también se refiere a una persona sin hogar ni amo, alguien ignorante o lento para razonar o aprender, y alguien gordo y pesado.

## La Cacería de la Caballada Mesteña

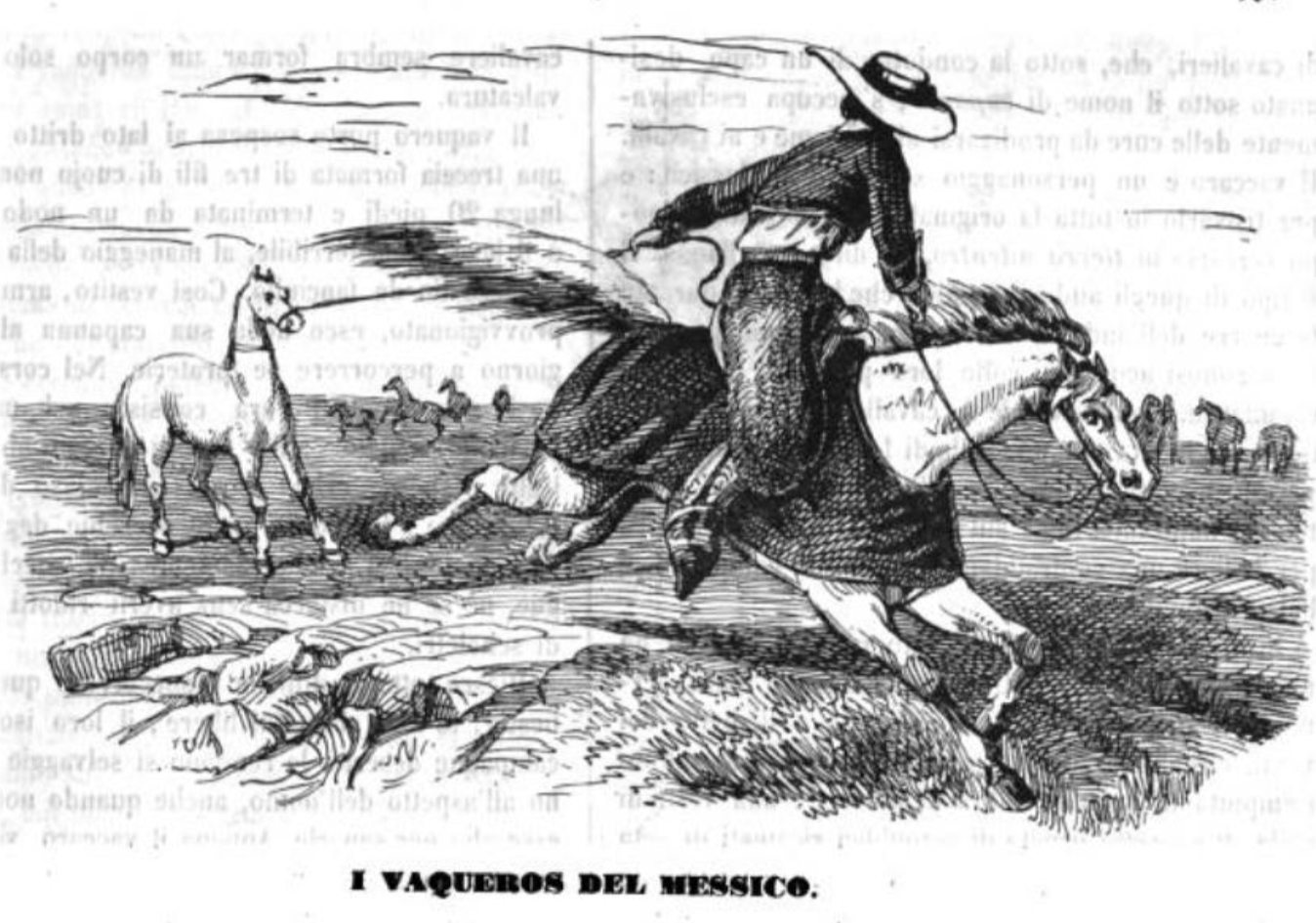
Mesteñeros eran los Charros que se dedicaban a cazar caballos salvajes, mesteños, en la inmensa campiña mexicana.

La caza del caballo mesteño era un gran acontecimiento, una gran batalla entre el hombre y la bestia. Los mexicanos la llamaban coloquialmente "correr mesteñas", es decir, cazar a las manadas mesteñas con el lazo, ya que se les cazaba con sus reatas. Las grandes cacerías de caballos mesteños tenían lugar después de la temporada de lluvias (monzón) y durante las lluvias invernales, entre octubre y diciembre, o tras el deshielo, cuando se reponían los abrevaderos y se renovaban los pastos, y los caballos bajaban a beber, principalmente en la región conocida como "Los Llanos", una zona que se extendía desde el norte de Zacatecas, al sur, hasta el sur de Nuevo México, al norte, y al oeste, hasta las faldas de la Sierra Madre Occidental en Chihuahua, y a las faldas de la Sierra Madre Oriental en Nuevo León, al oriente. En esta extensa zona, tan solo la región del Bolsón de Mapimí contaba, a finales del siglo XVIII, con más de 230,000 caballos salvajes.
Para esta gran cacería, o rodeo como lo llamaban los Rancheros —ya que era un gran rodeo— se requería una gran cantidad de hombres, típicamente entre 100 y 200 jinetes hábiles, astutos y bien montados, y suficientes provisiones para al menos un mes. Estos rancheros salían en busca de las manadas en grupos de seis a diez, vagando durante muchos días por las vastas llanuras, desiertos y montañas hasta encontrar a su objetivo. Esta operación requería tiempo y mucha paciencia, ya que todo el proceso, desde el momento en que partían hasta que eran capturados, podía durar semanas. Cuando finalmente lograban localizar a los caballos, construían un corral muy grande y ancho de gruesa madera de mezquite con empalizadas dobles atadas con fuertes cuerdas de cuero, en donde atraparían a los caballos. Una vez terminada la construcción del corral y cubierto con pasto y arbustos para no alarmar a los caballos, comenzaba el rodeo. Este consistía en que los cazadores se dividían en grupos de cinco, diez y quince hombres, que se posicionaban en ciertos lugares alrededor de un área de más de veinte leguas (aproximadamente 105 km) para bloquear el paso de las manadas, obligándolas a dirigirse hacia el punto donde se había construido el corral. El proceso para encerrar a las manadas era una batalla muy peligrosa y violenta en la que perecían muchos caballos y hombres. Cuando finalmente lograban capturar y encerrar a suficientes caballos —cientos de ellos—, los dejaban sin comida ni agua durante seis días. Debilitados y exhaustos, se les unían yeguas domadas llamadas "caponeras" y los conducían a los agostaderos y corrales en donde se llevaría a cabo el apartadero para seleccionarlos y domarlos para luego llevarlos a las grandes ciudades para su venta.

## Mustango en Wyoming

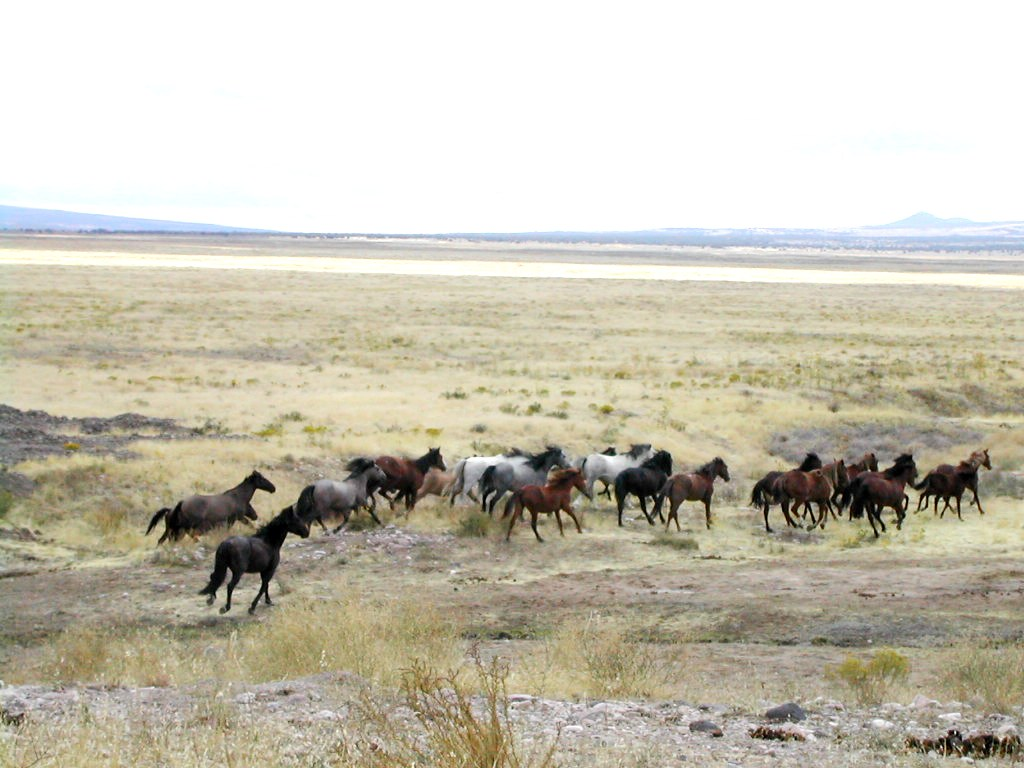
Manada de mustangos en Utah.

A comienzos del siglo XX los mustangos llegaron a alcanzar los dos millones de cabezas. Se convirtieron en un problema para los ganaderos, ya que competían con sus reses por el pasto. Así comenzó su caza, y su número se redujo paulatinamente hasta quedar en tan sólo unos trescientos veinte mil animales a finales de la década de los 60. A la vista del rápido declive del número de cabezas, el Congreso estadounidense aprobó en 1971 una ley que declaraba al mustango especie protegida.